# Antonín Matzner
Antonín Matzner (22. srpna 1944 Plzeň – 16. října 2017) byl český publicista, spisovatel, hudební producent, hudební režisér a dramaturg.

## Biografie
Antonín Matzner studoval klavír u Marty Mikelkové, hudební teorii a skladbu u Josefa Bartovského, Bořivoje Mikoty a Františka Kováříčka. Po studiích začal publikovat v časopisech Mladý svět, Melodie, Hudební rozhledy atd. V roce 1960 založil v Plzni jazzový klub. Zabýval se hlavně hudební lexikologií. Kromě publicistické činnosti prakticky spolupracoval s předními populárními i jazzovými interprety jako producent a hudební režisér. Byl dramaturgem festivalu Pražské jaro.

## Dílo
- Kolektiv autorů: Jazzový slovník. Bratislava 1966 (spoluautor)
- Kolektiv autorů: Malá československá encyklopedie. 1984 (spoluautor)
- Kolektiv autorů: Encyklopedie jazzu a moderní populární hudby. 3 svazky (spoluautor)
- Igor Wasserberger, Matzner Antonín: Hrá džez. Bratislava 1968
- Igor Wasserberger, Matzner Antonín: Jazzové profily. Praha 1969
- Matzner Antonín: Beatles, výpověď o jedné generaci. Mladá Fronta, 1987
- Antonín Matzner: Golden Kids Comeback, Jak se sešli, rozešli a zase sešli, vydalo nakladatelství Laguna v roce 1995, ISBN 80-901815-7-0,
- Matzner Antonín a kol.: Šedesát pražských jar. Pražské jaro 2006, ISBN 80-903735-0-X
- Antonín Matzner: Golden Kids, 40 let s legendou, vydalo nakladatelství Daranus v roce 2008, 1. vydání, ISBN 978-80-86983-40-0, EAN 9788086983400,